# Merry-Go-Round (Album)
Merry-Go-Round ist ein Musik-Album der deutschen Rockband Grobschnitt. Es erschien 1979 beim Label Brain als siebtes Album von Grobschnitt.

## Beschreibung
Nach den Spacerock- und  Progrock-artigen Vorgänger-Alben Rockpommel’s Land und Solar Music wandte die Band sich hier einem härteren und rockigeren Stil zu. Im Lied A.C.Y.M. werden der damalige Disco-Boom und das Lied Y.M.C.A. der Village People persifliert. In Du schaffst das nicht webt Keyboarder Mist minutenlang sakrale Klangteppiche.

## Tournee
Mit dem Repertoire von Merry-Go-Round ging die Band 1979 auf die bis dahin erfolgreichste Tour der Bandgeschichte. Mehr als 100.000 Zuschauer kamen zu Auftritten in 46 Städten, die u. a. in der Dortmunder Westfalenhalle, der Essener Grugahalle und der Siegerlandhalle in Siegen stattfanden. Mehrere Titel aus dem Set erschienen auf dem nachfolgenden Live-Album Volle Molle (1980).

## Kritik
Mit Merry-Go-Round hatten Grobschnitt ihren künstlerischen Zenit überschritten. Die Songs „haben nicht mehr die innovative Kraft wie ehedem, ja reagieren teilweise nur noch müde auf Trends anstatt diese selbst vorzugeben“, heißt es bei Metal.de: „So will A.C.Y.M. eine Parodie auf die VILLAGE PEOPLE und ihren Diskohit Y.M.C.A. sein, ... kann es aber mit dem „Original“ nicht ansatzweise aufnehmen.“

## Neuauflage
2017 erschien bei Vertigo/Capitol im Rahmen der Black&White-Serie eine von Eroc remasterte Neuausgabe mit Bonus-Tracks und Booklet als Doppel-LP auf Vinyl.

## Titelliste

### Seite 1
1. Come On People – 6:31
2. Merry-Go-Round – 6:11
3. A.C.Y.M. – 6:54

### Seite 2
1. Du schaffst das nicht – 8:33
2. Coke Train – 4:41
3. May Day – 7:50

## Besetzung
- Eroc: drums, voices
- Lupo: lead guitar, acoustic guitar, chorus
- Mist: keyboards, chorus
- Wildschwein: vocals, guitar, acoustic guitar
- Toni Moff Mollo: vocals
- Popo aka Hunter: bass guitar